# Эчки-Даг
Эчки́-Да́г (укр. Ечкі-Даг, крымскотат. Eçki Dağ, Эчки Дагъ) — горный хребет в Крыму, на берегу Чёрного моря, в районе Лисьей Бухты. Высота — до 670 м.

## Описание
Является частью регионального ландшафтного парка Лисья бухта – Эчки-Даг, созданного в 2008 году площадью 1 561 га.
Эчки-Даг в переводе с крымскотатарского означает «козья гора» (eçki — коза, dağ — гора). Эчки-Даг имеет три вершины: Кокуш-Кая — «индюшиная скала» (крымскотат. köküş — индюк, qaya — скала) — 570 метров, Делямет-Кая — 611 метров, Кара-Оба — «чёрный холм» (крымскотат. qara — чёрный, oba — холм) — 670 метров. Гора Эчки-Даг — одна из самых высоких в округе. На Кокуш-Кае (скале голубых птиц) есть карстовая пещера «Ухо Земли» (глубина 132 м) и «Царский трон» на сосне «Крыло Дельтаплана». Величественный обнаженный утес Куш-Кая «птичья скала» — 663 метра, возвышается над перевалом Синор.

Родник на Эчки-даге расположен на высоте 324 м НУМ.

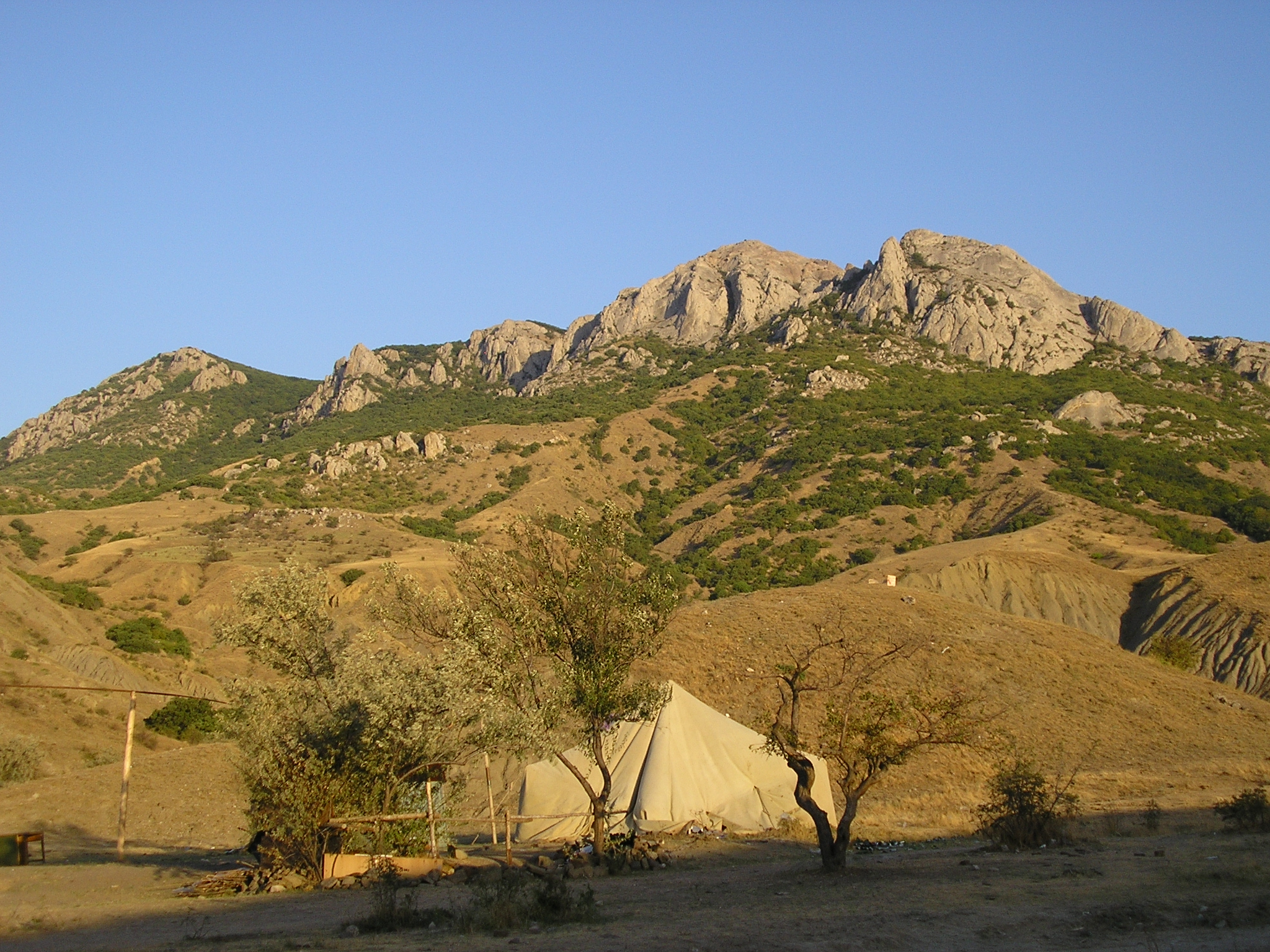
Вид на Эчки-Даг из Лисьей Бухты